# Stendal
Stendal este o localitate în districtul Stendal, landul Sachsen-Anhalt, Germania.
Orașul a fost membru al alianței politice, militare și economice al Ligii Hanseatice originare (1267 - 1862).